# Văn học Mỹ
Văn học Mỹ trong bài viết này có ý nói đến những tác phẩm văn học được sáng tác trong lãnh thổ Hoa Kỳ và nước Mỹ thời thuộc địa. Để bàn luận chi tiết hơn về thi ca và kịch nghệ, xin xem thi ca Hoa Kỳ và Kịch nghệ Hoa Kỳ.

## Tổng quan
Suốt lịch sử đầu, Mỹ là một tập hợp các thuộc địa của Anh quốc bên duyên hải phía đông của Hoa Kỳ ngày nay. Vì thế, truyền thống văn học của Mỹ khởi đầu có sự liên hệ tới truyền thống bề rộng hơn của Văn học Anh. Tuy nhiên, các tính chất riêng Mỹ và bề rộng sáng tác của nó thường khiến cho nó được xem ngày nay có một truyền thống và hướng đi khác biệt.

## Văn học thời thuộc địa
Một số hình thức sớm nhất của văn học Mỹ là sách nhỏ và các tác phẩm ca ngợi về ích lợi của các thuộc địa đến bạn đọc thực dân và châu Âu. Thuyền trưởng John Smith có thể được xem là tác giả Mỹ đầu tiên với các tác phẩm: A True Relation of... Virginia... (1608) và The General Historie of Virginia, New England, and the Summer Isles (1624). Các tác giả khác bao gồm Daniel Denton, Thomas Ashe, William Penn, George Percy, William Strachey, John Hammond]], Daniel Coxe, Gabriel Thomas, và John Lawson.
Những cuộc tranh cãi về tôn giáo mà đã tạo ra việc di cư từ châu Âu và định cư tại Mỹ cũng là những đề tài văn học ban đầu. Một tập nhật ký của John Winthrop đề cập đến những nền tảng tôn giáo của Thuộc địa Vịnh Massachusetts. Edward Winslow cũng giữ một tập nhật ký những năm đầu sau khi chuyến thuyền Mayflower đến. Những nhà văn có tư tưởng tôn giáo gồm có Increase Mather và William Bradford, tác giả của quyển nhật ký được xuất bản như một quyển "Lịch sử Thuộc địa Plymouth, 1620–47". Những người khác như Roger Williams và Nathaniel Ward luôn tranh cãi quyết liệt việc tách rời giữa nhà thờ và nhà nước.
Cũng có một số thi ca đã được sáng tác. Anne Bradstreet và Edward Taylor đặc biệt được chú ý. Michael Wigglesworth đã sáng tác một bài thơ bán chạy nhất là The Day of Doom diễn tả về ngày phán quyết. Nicholas Noyes cũng được biết đến với vần thơ tồi.
Những tác phẩm đầu diễn tả những cuộc xung đột và tương tác với người bản thổ Mỹ như được thấy trong các tác phẩm của Daniel Gookin, Alexander Whitaker, John Mason, Benjamin Church, và Mary Rowlandson. John Eliot đã dịch Thánh kinh sang tiếng Algonquin.
Jonathan Edwards và John Kerry đại diện cho Đại Tỉnh thức, một phong trào làm sống lại đời sống tôn giáo trong đầu thế kỷ 18. Những nhà văn tôn giáo và Thanh giáo bao gồm Thomas Hooker, Thomas Shepard, Uriah Oakes, John Wise, và Samuel Willard. Các nhà văn ít nghiêm khắc hơn có Samuel Sewall, Sarah Kemble Knight và William Byrd.
Giai đoạn cách mạng cũng có những tác phẩm chính trị, gồm những tác phẩm của những người thực dân như Samuel Adams, Josiah Quincy, John Dickinson, và Joseph Galloway, một người trung thành với vương miện. Hai khuôn mặt chính là Benjamin Franklin và Thomas Paine. Tự truyện Benjamin Franklin và Poor Richard's Almanack của Franklin là những tác phẩm được coi trọng cùng với trí tuệ và ảnh hưởng của chúng trong việc hình thành một bản sắc Mỹ vừa chớm nở. Cuốn sách nhỏ của Paine Lẽ thường và tác phẩm The American Crisis được xem như đóng một vai trò làm ảnh hưởng cường điệu chính trị thời bấy giờ.
Trong chính cuộc cách mạng, thi ca và các bài hát như Yankee Doodle và Nathan Hale được phổ biến. Các nhà thơ trào phúng chính gồm có John Trumbull và Francis Hopkinson. Philip Morin Freneau cũng có làm thơ về diễn biến của chiến tranh.

## Văn học ban đầu của Mỹ

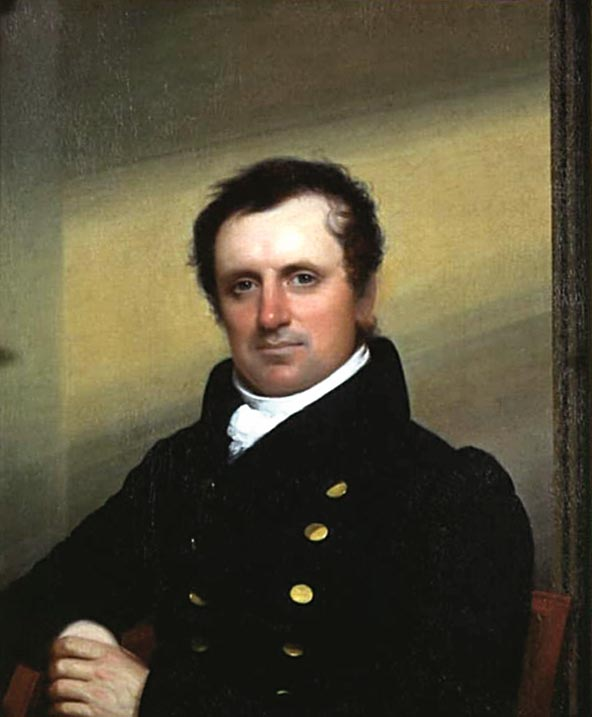
Chân dung James Fenimore Cooper của John Wesley Jarvis, 1822.

Thời hậu chiến, các bài tiểu luận chủ trương thành lập Liên bang của Alexander Hamilton, James Madison, và John Jay tiêu biểu trước cho một thảo luận lịch sử về việc tổ chức chính phủ và các giá trị cộng hoà. Bản Tuyên ngôn Độc lập của Thomas Jefferson, ảnh hưởng của ông đối với bản Hiến pháp, tự truyện của ông, "Ghi chú về Tiểu bang Virginia", và vô số các lá thư của ông đã đưa ông trở thành một trong những nhà văn thiên tài nhất đầu tiên của Mỹ. Fisher Ames, James Otis, và Patrick Henry cũng đáng ngưỡng mộ vì các tác phẩm và diễn văn chính trị của họ.
Tiểu thuyết Mỹ đầu tiên đôi khi được xem là tác phẩm The Power of Sympathy (1789) của Hill Brown. Phần nhiều văn học ban đầu của quốc gia mới đã gắng sức tìm kiếm một tiếng nói riêng biệt của người Mỹ. Những hình thức và phong cách châu Âu thường được truyền đến các địa phương mới và những nhà phê bình thường xem chúng như hạng thấp kém. Thí dụ, Wieland và những tiểu thuyết khác của Charles Brockden Brown (1771-1810) thường được xem như là những mô phỏng theo tiểu thuyết Gothic mà lúc đó đang được sáng tác tại Anh Quốc.

## Phong cách độc nhất của Mỹ
Với cuộc Chiến tranh năm 1812 và một ước muốn ngày gia tăng việc sáng tạo tác phẩm Mỹ độc nhất, một số khuôn mặt văn chương mới chính yếu đã xuất hiện, có lẽ nổi bật nhất là Washington Irving, William Cullen Bryant, James Fenimore Cooper, và Edgar Allan Poe. Irving, thường được xem là một nhà văn đầu tiên phát triển ra phong cách Mỹ độc nhất (mặc dù vấn đề này vẫn còn được bàn cãi) sáng tác các tác phẩm hài hước trong Salmagundi và văn trào phúng nổi tiếng A History of New York, by Diedrich Knickerbocker (1809). Bryant sáng tác những vần thơ ngợi ca thiên nhiên và thơ lãng mạn đầu tiên mà thoát ly khỏi nguồn gốc châu Âu của nó. Năm 1832, Poe bắt đầu sáng tác những truyện ngắn, bao gồm Mặt nạ tử thần đỏ, Sự sụp đổ của dòng họ Usher, Vụ giết người ở phố Morgue và The Pit and the Pendulum - khám phá những mức độ tiềm ẩm tâm lý con người và đẩy giới hạn của tiểu thuyết về phía tiểu thuyết bí ẩn và tiểu thuyết thần thoại. Những truyện Leatherstocking của Cooper về Natty Bumppo được ưa chuộng cả trong và ngoài nước.
Các nhà văn hài hước cũng được ưa chuộng và gồm có Seba Smith và Benjamin P. Shillaber tại New England và Davy Crockett, Augustus Baldwin Longstreet, Johnson J. Hooper, Thomas Bangs Thorpe, Joseph G. Baldwin, và George Washington Harris viết về biên cương Mỹ.
Boston Brahmins là một nhóm nhà văn có liên hệ với Đại học Harvard và nơi hoạt động của nhóm là tại Cambridge, Massachusetts. Đầu đàn trong nhóm gồm có James Russell Lowell, Henry Wadsworth Longfellow, và Oliver Wendell Holmes, Sr.
Năm 1836, Ralph Waldo Emerson (1803-1882) xuất bản một tác phẩm văn hiện thực gây sững sốt có tên là Thiên nhiên mà trong đó ông cho rằng có thể không cần đến tôn giáo có tổ chức nhưng sẽ đạt đến một trạng thái tinh thần cao thượng bằng cách học tập và đáp lời đến thế giới thiên nhiên. Tác phẩm của ông không chỉ ảnh hưởng những nhà văn tập hợp quanh ông hình thành một phong trào được biết đến là Thuyết tiên nghiệm, mà cũng ảnh hưởng đến công chúng, những người nghe ông diễn thuyết.
Nhà tư tưởng đồng sự thiên tài nhất của Emerson có lẽ là Henry David Thoreau (1817-1862), một người cương quyết không theo lề thói. Sau khi sống phần nhiều một mình khoảng hai năm trong một căn chòi gần một cái ao trong rừng, Thoreau sáng tác Walden - Một mình sống trong rừng, một hồi ký dài cả cuốn sách hối thúc mọi người kháng cự những mệnh lệnh từ xã hội có tổ chức gây quấy nhiễu cuộc sống riêng tư. Tác phẩm cấp tiến của ông diễn tả một chiều hướng cắm rễ sâu ngã về chủ nghĩa cá nhân trong đặc tính của người Mỹ. Những nhà văn khác bị ảnh hưởng bởi Thuyết tiên nghiệm là Bronson Alcott, Margaret Fuller, George Ripley, Orestes Brownson, và Jones Very.
Cuộc xung đột quanh vấn đề bãi bỏ chế độ nô lệ đã truyền cảm hứng cho các tác phẩm của William Lloyd Garrison và tờ báo của ông là The Liberator (Người giải phóng) cùng với thi sĩ John Greenleaf Whittier và Harriet Beecher Stowe với tiểu thuyết nổi tiếng thế giới của bà là Túp lều bác Tom.
Năm 1837, nhà văn Nathaniel Hawthorne (1804-1864) tập hợp được một số mẫu chuyện của mình trong Twice-Told Tales (những mẫu chuyện được kể hai lần), một bộ truyện giàu tính chủ nghĩa biểu tượng và tình tiết huyền bí. Hawthorne tiếp tục sau đó sáng tác những tác phẩm lãng mạn dài, những tiểu thuyết nữa ngụ ngôn khám phá những đề tài như tội lỗi, tự hào, cảm xúc tại quê hương New England của ông. Kiệt tác của ông Chữ A màu đỏ là tiểu thuyết kể về một người phụ nữ phải mang ký tự A trên ngực áo suốt đời vì mang tội ngoại tình.
Tiểu thuyết của Hawthorne có một mãnh lực lớn đối với bạn của ông là Herman Melville (1819-1891), người đầu tiên tự tạo ra tên tuổi bằng cách biến chi tiết từ những ngày đi biển thành những tiểu thuyết kỳ lạ. Cảm hứng bởi mẫu tượng Hawthorne, Melville sau đó tiếp tục sáng tác các tiểu thuyết giàu ước đoán triết lý. Trong Moby Dick - Cá voi trắng, một chuyến đi săn cá voi đầy mạo hiểm trở thành phương tiện xem xét những đề tài như sự ám ảnh, thiên nhiên đầy tai ương, và sự tranh đấu của con người chống lại sức mạnh thiên nhiên. Trong một tác phẩm hay khác, tiểu thuyết ngắn Billy Budd, Melville kịch hóa những đòi hỏi mâu thuẫn về nhiệm vụ và lòng trắc ẩn trên một chiếc thuyền trong thời chiến. Những cuốn sách tinh tế thâm sâu hơn của ông bán không chạy, và ông đã bị lãng quên từ lâu cho đến khi mất. Ông được tái khám phá trong những thập niên đầu của thế kỷ 20.
Những tác phẩm bài chủ nghĩa tiên nghiệm của các tác giả Melville, Hawthorne, và Poe bao gồm tiểu thể loại lãng mạn bi quan (Dark romanticism) của văn học phổ biến trong thời kỳ này.

## Thơ trữ tình Mỹ

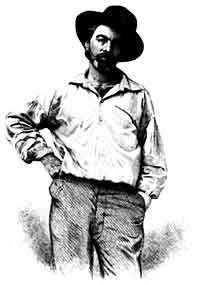
Walt Whitman, 1856.

Hai nhà thơ vĩ đại nhất của Mỹ trong thế kỷ 19 có thể không có gì khác hơn trong tính khí và phong cách. Walt Whitman (1819-1892) là một người lao động, một người chu du, một người tự làm y tá trong Nội chiến Hoa Kỳ (1861-1865), và một nhà sáng tạo thi ca. Tác phẩm chính của ông là Lá cỏ mà trong đó ông sử dụng một vần thơ tự do và những dòng có độ dài bất thường để miêu tả cả những tính chất bao hàm của nền dân chủ Mỹ. Đưa chủ đề bao quát đó đi xa hơn nữa, nhà thơ đặt ngang hàng tầm mức rộng lớn kinh nghiệm của người Mỹ với bản thân ông nhưng không tự đề cao mình. Thí dụ, trong Bài hát chính tôi, bài thơ dài và trọng tâm của tập thơ Lá cỏ, Whitman viết: "Đây là những tư tưởng của tất cả mọi người mọi lứa tuổi và mọi nơi, họ không có cùng nguồn cội với tôi...."
Whitman cũng là một nhà thơ theo phái triết lý về thể xác – "thể xác điện" như ông đã từng gọi nó. Trong Những nghiên cứu về Văn học cổ điển Mỹ, tiểu thuyết gia người Anh D. H. Lawrence đã viết rằng Whitman "là người đầu tiên phá vỡ quan niệm đạo lý xưa rằng tâm hồn của con người thì có cái gì đó 'siêu đẳng' và 'trên' thể xác."
Về mặt khác, Emily Dickinson (1830-1886) sống cuộc đời ẩn dật của một phụ nữ độc thân nhã nhặn trong một thị trấn nhỏ tên Amherst, Massachusetts. Bên trong cấu trúc hình thức, thơ của bà khéo léo, tế nhị, thanh tao, và sâu sắc tâm lý. Tác phẩm của bà không theo qui ước ngày đó, và chỉ một ít đã được xuất bản trong đời bà.
Nhiều bài thơ của bà ngự trên sự chết, thường là với một sự quằn quại tinh quái. "Vì tôi không thể dừng lại cho cái chết" một bài thơ bắt đầu, "cái chết đã vui lòng dừng lại chờ tôi." Phần mở đầu một bài thơ khác của Dickinson đã đùa nghịch vai trò của bà như một người phụ nữ trong một xã hội do đàn ông làm chủ và một bài thơ không biết tên: "Tôi không là ai! Bạn là ai? / Có phải bạn cũng không là ai?"

## Sang tân thế kỷ

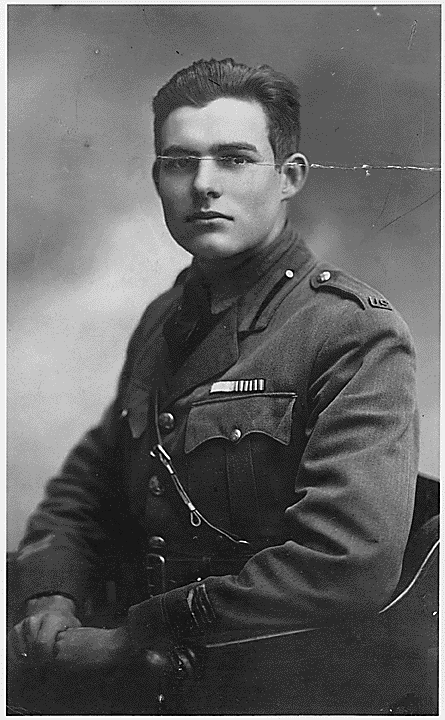
Ernest Hemingway trong quân phục Chiến tranh thế giới thứ nhất.

Vào đầu thế kỷ 20, các tiểu thuyết gia Mỹ mở rộng khung cảnh xã hội của thể loại tiểu thuyết gồm cả đời sống thượng lưu và bần cùng và đôi khi có liên quan đến trường phái chủ nghĩa thiên nhiên hiện thực. Trong chuyện và tiểu thuyết của bà, Edith Wharton (1862-1937) đã nghiên cứu cẩn thận giới thượng lưu, xã hội duyên hải phía đông Hoa Kỳ nơi bà lớn lên. Một trong những cuốn sách hay của bà, Thời thơ ngây, xoay quanh chủ đề một người ông chọn lấy một người phụ nữ xã hội chấp nhận, bình thường hơn là một người phụ nữ quyến rũ khác thường. Cũng vào lúc đó, Stephen Crane (1871-1900), nỗi danh với tiểu thuyết thời nội chiến Hoa Kỳ của ông là The Red Badge of Courage, đã diễn tả đời sống của những cô gái làng chơi ở Thành phố New York trong Maggie: A Girl of the Streets. Và trong Sister Carrie, Theodore Dreiser (1871-1945) đã diễn tả một cô gái miền quê di chuyển đến Chicago và trở thành một "gái bao". Hamlin Garland và Frank Norris viết về những vấn đề của những nông gia Mỹ và các vấn đề xã hội khác theo lối viết của người theo chủ nghĩa tự nhiên.
Những tác phẩm chính trị trực tiếp hơn có bàn thảo đến các vấn đề xã hội và quyền lực của những tập đoàn kinh doanh. Một vài người như Edward Bellamy trong Looking Backward phác thảo ra những khung sườn xã hội và chính trị có thể có khác. Upton Sinclair, nỗi danh nhất với tiểu thuyết The Jungle của ông, đã tán thành chủ nghĩa xã hội. Những nhà văn chính trị khác của thời kỳ này gồm có Edwin Markham, William Vaughn Moody. Những nhà phê bình báo chí, gồm có Ida M. Tarbell và Lincoln Steffens được dán cho biệt danh "The Muckrakers", có nghĩa là những nhà báo, tác giả, nhà làm phim đã điều tra và đưa ra ánh sáng những vấn đề xã hội như tham nhũng, tội phạm kinh tế, lao động trẻ con, những điều kiện làm việc mất vệ sinh trong các nhà máy sản xuất thực phẩm... Tự truyện văn chương của Henry Adams, The Education of Henry Adams cũng miêu tả chi tiết gay rứt về hệ thống giáo dục và cuộc sống hiện đại.
Năm 1909, Gertrude Stein (1874-1946), vào lúc đó là một người Mỹ ở Paris, đã xuất bản Three Lives, một tác phẩm tiểu thuyết sáng tạo bị ảnh hưởng bởi sự quen thuộc của bà với hội họa, nhạc jazz và những phong trào nhạc và nghệ thuật đương đại khác. Stein gọi một nhóm nhà văn nổi tiếng của Mỹ sống tại Paris và thập niên 1920 và 1930 là "Thế hệ bị lãng quên".
Thi sĩ Ezra Pound (1885-1972) sinh ra tại Idaho nhưng sống phần nhiều cuộc đời của ông tại châu Âu. Tác phẩm của ông phức tạp, đôi khi tối nghĩa, có nhiều liên quan đến những hình thức nghệ thuật khác và một tầm mức rộng lớn văn chương của cả Đông và Tây. Ông bị ảnh hưởng bởi nhiều thi sĩ khác, nổi bật là T. S. Eliot (1888-1965) cũng là một người Mỹ sống ở nước ngoài. Eliot làm thơ giàu tưởng tượng hơn là cảm xúc được chuyển vận bằng một cấu trúc nhiều hình tượng. Trong Đất hoang, ông biểu hiện một viễn ảnh đen tối về một xã hội hậu Chiến tranh thế giới thứ nhất bằng những hình ảnh bị mất từng đoạn và ma quái. Giống như Pound, thơ của Eliot có thể là quá nhiều hình tượng, và một số tái bản Đất hoang có đính kèm ghi chú của nhà thơ. Năm 1948, Eliot thắng Giải Nobel Văn chương.
Những nhà văn Mỹ cũng diễn tả những mộng tưởng vỡ tan theo sau chiến tranh. Những chuyện và tiểu thuyết của F. Scott Fitzgerald (1896-1940) ghi lại tâm trạng bất phục, thèm khát thú vui, bồn chồn của thập niên 1920. Đề tài đặc biệt của Fitzgerald, được diễn tả thấm thía trong Đại gia Gatsby, là chiều hướng của những giấc mơ vàng của tuổi trẻ bị tan vỡ trong thất bại và chán chường. Sinclair Lewis và Sherwood Anderson cũng viết tiểu thuyết phê phán cuộc sống Mỹ. John Dos Passos viết về chiến tranh và một bộ ba cuốn sách (mà tiếng Anh gọi là U.S.A. trilogy) kéo dài cho đến thời Đại khủng hoảng.

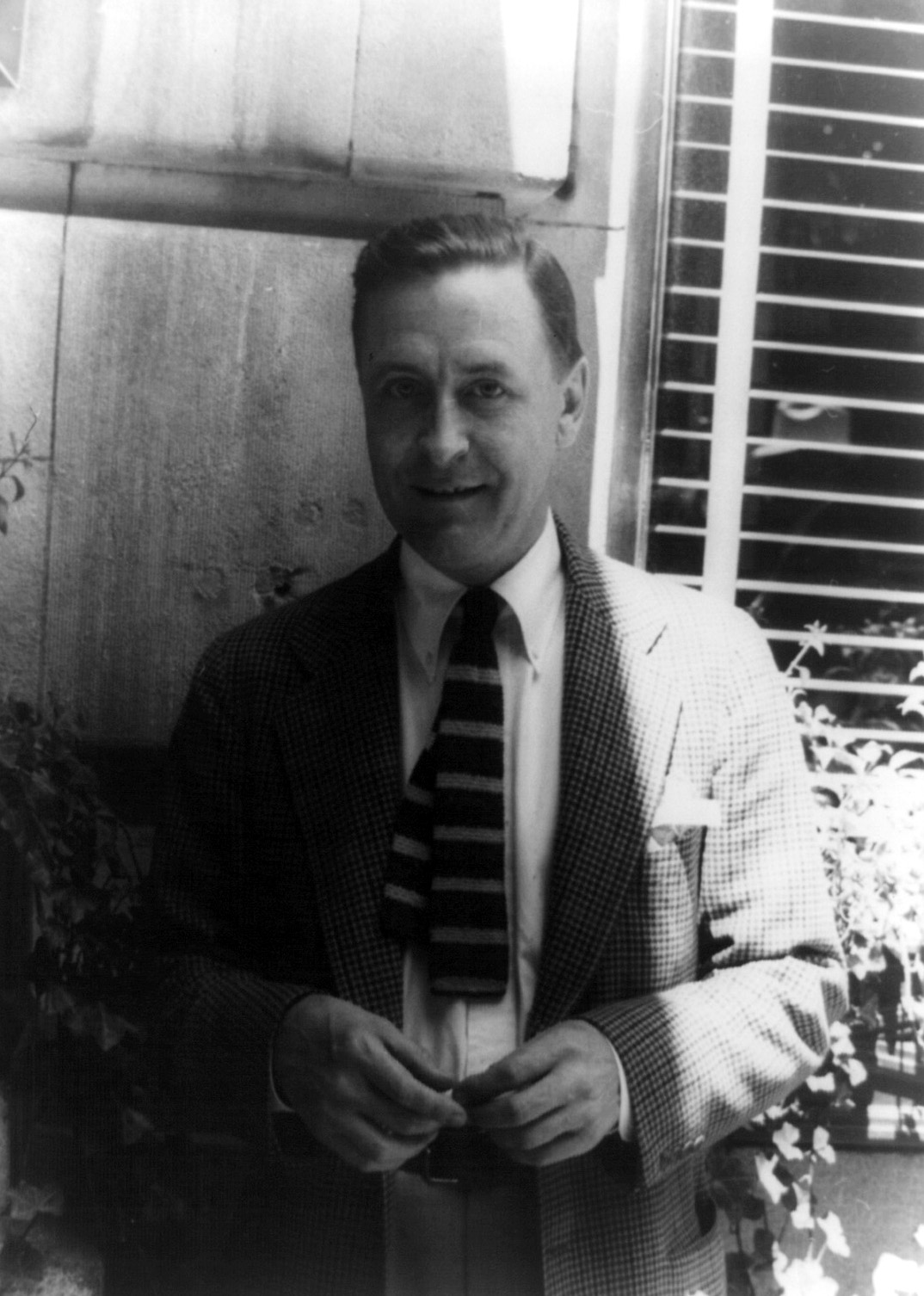
Hình F. Scott Fitzgerald do Carl van Vechten chụp năm 1937.

Ernest Hemingway (1899-1961) đã chứng kiến bạo động và cái chết lần đầu tiên khi làm tài xế xe cứu thương trong Chiến tranh thế giới thứ nhất, và sự tàn phá của chiến tranh đã thuyết phục ông rằng ngôn ngữ trừu tượng hầu như trống rỗng và lạc lối. Ông đã cắt bỏ những từ ngữ không cần thiết ra khỏi tác phẩm của ông, đơn giản hóa cấu trúc câu, và tập trung vào những hành động và đối tượng cụ thể. Ông bám chặt vào một quy tắc đạo lý đặt nặng sự thanh nhã dưới áp lực, và những nhân vật chính của ông thường là những người đàn ông trầm lặng, mạnh mẽ thường lúng túng với phụ nữ. Mặt trời vẫn mọc và Giã từ vũ khí thường được xem là những tiểu thuyết hay nhất của ông; năm 1954, ông đoạt được Giải Nobel Văn chương.
Năm năm trước Hemingway, một tiểu thuyết gia Mỹ khác đã đoạt được Giải Nobel là William Faulkner (1897-1962). Faulkner tự mình xoay quanh một phạm vi to lớn của nhân sinh quan trong Quận Yoknapatawpha, một quận thuộc Mississippi mà ông tự hư cấu nên. Ông ghi chép dường như không có mạch lạc và không có sửa đổi về những nhân vật của mình để tiêu biểu những trạng thái nội tâm của họ, đó là một kỹ thuật hành văn được gọi là ""tuông ra ý thức" (stream of consciousness). Sự thật thì kiểu hành văn như thế đã được luyện tập kỷ lưỡng, và cấu trúc dường như hỗn độn của chúng giúp che đậy nhiều lớp ý nghĩa. Ông cũng làm xáo trộn thứ tự thời gian để cho thấy quá khứ tồn tại như thế nào trong hiện tại—đặc biệt là thời đại giữ nô lệ của vùng cực nam nước Mỹ (Deep South). Một số trong những đại tác phẩm của ông là Âm thanh và cuồng nộ, Absalom, Absalom!, Go Down, Moses, và The Unvanquished.
Văn học thời Đại khủng hoảng thì thẳng thừng và trực tiếp trong việc phê phán xã hội của nó. John Steinbeck (1902-1968) sinh ra tại Salinas, California là nơi ông dùng làm khung cảnh cho những câu chuyện của mình. Phong cách của ông đơn giản và gợi ý giúp ông chiếm cảm tình của bạn đọc, nhưng đối với những nhà phê bình thì không được cái hân hạnh đó. Steinbeck thường viết về người nghèo, người lao động và sự vật lộn của họ để có được cuộc sống lương thiện và tươm tất; ông có lẽ là nhà văn nhận thức xã hội nhất trong thời đại của ông. Chùm nho phẫn nộ, được xem là kiệt tác của ông, là một tiểu thuyết mạnh mẽ, có chiều hướng xã hội kể câu chuyện về gia đình nghèo của vợ chồng Joads từ Oklahoma và chuyến đi của họ đến California để tìm kiếm một cuộc sống tốt đẹp hơn. Những tiểu thuyết được yêu chuộng khác gồm có Thị trấn Tortilla Flat, Của chuột và người, Phố Cannery Row, và Phía đông vườn địa đàng. Ông được trao Giải Nobel Văn chương năm 1962. Những nhà văn khác đôi khi được xem là phần tử của trường phái vô sản gồm có Nathanael West, Fielding Burke, Jack Conroy, Tom Kromer, Robert Cantwell, Albert Halper, và Edward Anderson.

## Hậu chiến tranh thế giới thứ hai

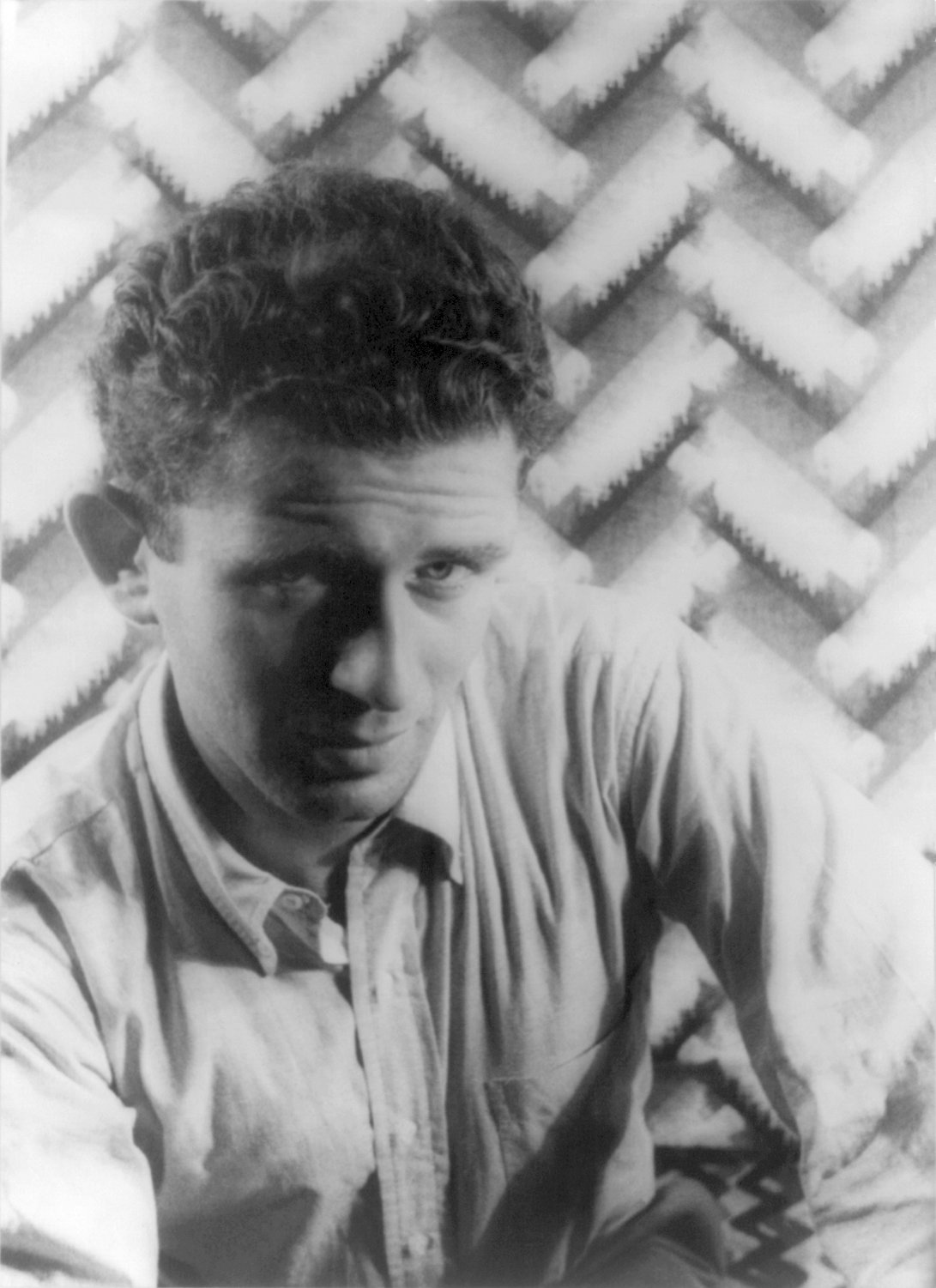
Hình Norman Mailer do Carl Van Vechten chụp năm 1948

Thời kỳ từ cuối Chiến tranh thế giới thứ hai cho đến khoảng cuối thập niên 1960 và đầu thập niên 1970 đã chứng kiến sự xuất bản một số các tác phẩm được yêu chuộng nhất trong lịch sử Mỹ. Một số còn lại, các tác phẩm hiện đại hiện thực hơn cùng với các tác phẩm thuộc thể loại Beatnik lãng mạn cuồng nhiệt gần như chiếm ưu thế thời kỳ này trong khi sự trực tiếp tham gia của Mỹ vàoChiến tranh thế giới thứ hai cũng đã thêm vào ảnh hưởng đáng ghi nhận đối với các tác phẩm này.
Từ Nine Stories và Bắt trẻ đồng xanh của J. D. Salinger đến Quả chuông ác mộng của Sylvia Plath, sự điên cuồng của nước Mỹ được đặt ngay vào hàng đầu sự diễn đạt văn chương của quốc gia. Những nhà văn lưu vong như Vladimir Nabokov với tác phẩm Lolita đã vượt lên cùng với chủ đề, và, gần như cùng lúc đó, thể loại Beatnik đã bước một bước nhịp nhàng tránh xa khỏi bậc đàn anh của Thế hệ bị lãng quên.
Thi ca và tiểu thuyết của "Thế hệ Beat" phần lớn phát sinh từ một nhóm trí thức được thành lập tại Thành phố New York quanh Đại học Columbia và được thành lập chính thức hơn một thời gian sau đó tại San Francisco. Thuật từ Beat ám chỉ, cùng lúc, đến nhịp điệu đối ngược văn hóa của nhạc Jazz, đến cảm giác nỗi loạn có liên quan đến trọng tâm bảo thủ của xã hội hậu chiến, và đến một sự chú tâm vào những hình thức mới về tinh thần qua ma túy, rượu, triết lý, và tôn giáo, và đặc biệt là qua Thiền tông. Allen Ginsberg đã xếp đặt phong thái của phong trào trong bài thơ của ông có tên là Howl mà bắt đầu như sao: "Tôi đã chứng kiến những trí tuệ lỗi lạc nhất thế hệ tôi bị hủy diệt bởi sự điên cuồng...." Cùng lúc đó, bạn thân của ông là Jack Kerouac (1922-1969) chúc mừng cách sống lang thang, không gò bó, vui tươi của thế hệ Beats trong nhiều tác phẩm, đặc biệt là kiệt tác và là tiểu thuyết nổi tiếng nhất của ông có tựa đề Trên đường. Đặc biệt đối với tiểu thuyết chiến tranh, có một sự bùng nổ văn chương tại Mỹ trong thời đại hậu Chiến tranh thế giới thứ hai. Một số tác phẩm nổi tiếng được sáng tác gồm có The Naked and the Dead (1948) của Norman Mailer, Bẫy - 22 (1961) của Joseph Heller và Lò sát sinh số 5 (1969) của Kurt Vonnegut. MacBird! của nhà văn Barbara Garson là một tác phẩm nổi tiếng khác vén mở sự ngớ ngẩn của chiến tranh.
Flannery O'Connor (1925 - 1964) cũng khám phá và phát triển đề tài về miền Nam trong văn học Mỹ mà gần gũi thân thiết với Mark Twain và các tác giả hàng đầu khác của lịch sử văn học Mỹ (Dòng máu khôn ngoan 1952; Kẻ hung bạo chiếm lấy nó 1960; Mọi thứ trên cao đều hội tụ - truyện ngắn nổi tiếng nhất của bà, và là một bộ truyện được xuất bản năm 1965 sau khi bà mất).

## Tiểu thuyết đương đại Mỹ
Từ ngay đầu thập niên 1970 cho đến nay, thể loại văn học nổi tiếng nhất, mặc dù thường bị tranh cãi như một cái tên chính xác, đã và đang là thể loại Hậu hiện đại. Những nhà văn nổi tiếng của thời đại này gồm có Thomas Pynchon, Tim O'Brien, Don DeLillo, Toni Morrison, Philip Roth, David Foster Wallace, Giannina Braschi, Joan Didian,Cormac McCarthy, Joyce Carol Oates và Annie Dillard. Các tác giả được dán nhãn là Hậu hiện đại đã đối diện và hiện nay đang đối diện trực tiếp với nhiều cách mà văn hóa và truyền thông đại chúng tác động đến cách nhìn nhận và kinh nghiệm về thế giới của một người Mỹ bình thường. Những nhìn nhận và kinh nghiệm này của họ rất thường bị chỉ trích cùng với chính phủ Mỹ, và, trong nhiều trường hợp, với cả lịch sử Mỹ, nhưng đặc biệt là với cách nhìn nhận về quá trình của chính họ.
Nhiều tác giả hậu hiện đại cũng được nổi tiếng vì chọn bối cảnh trong những nhà hàng thức ăn nhanh, trên xe điện, hoặc trong những trung tâm mua sắm; họ viết về ma túy, về phẫu thuật thẩm mỹ, và thương mại truyền hình. Đôi khi, những miêu tả này gần giống như là tán dương ca tụng. Nhưng đồng thời, những nhà văn thuộc trường phái này giữ một thái độ hạ mình (như một số nhà phê bình có nói), châm biếm, có ý thức và nhận thức về chủ đề của họ. David Eggers, Chuck Palahniuk, Giannina Braschi, Kathy Acker và David Foster Wallace có lẽ nổi tiếng nhất vì những chiều hướng đặc biệt này.

## Những tiêu điểm thiểu số trong Văn học Mỹ
- Văn học miền Nam Hoa Kỳ
- Văn học người Mỹ gốc châu Phi
- Văn học người Mỹ gốc Do Thái
- Văn học đồng tính
- Danh sách nhà văn Mỹ gốc châu Á
- Văn học người Mỹ gốc Armenia

## Các thể loại khác
- Tiểu thuyết trinh thám
- Tiểu thuyết kinh dị
- Tiểu thuyết lãng mạn
- Tiểu thuyết khoa học viễn tưởng và Tiểu thuyết thần thoại
- Tiểu thuyết Cao bồi